# Měřicí přístroj

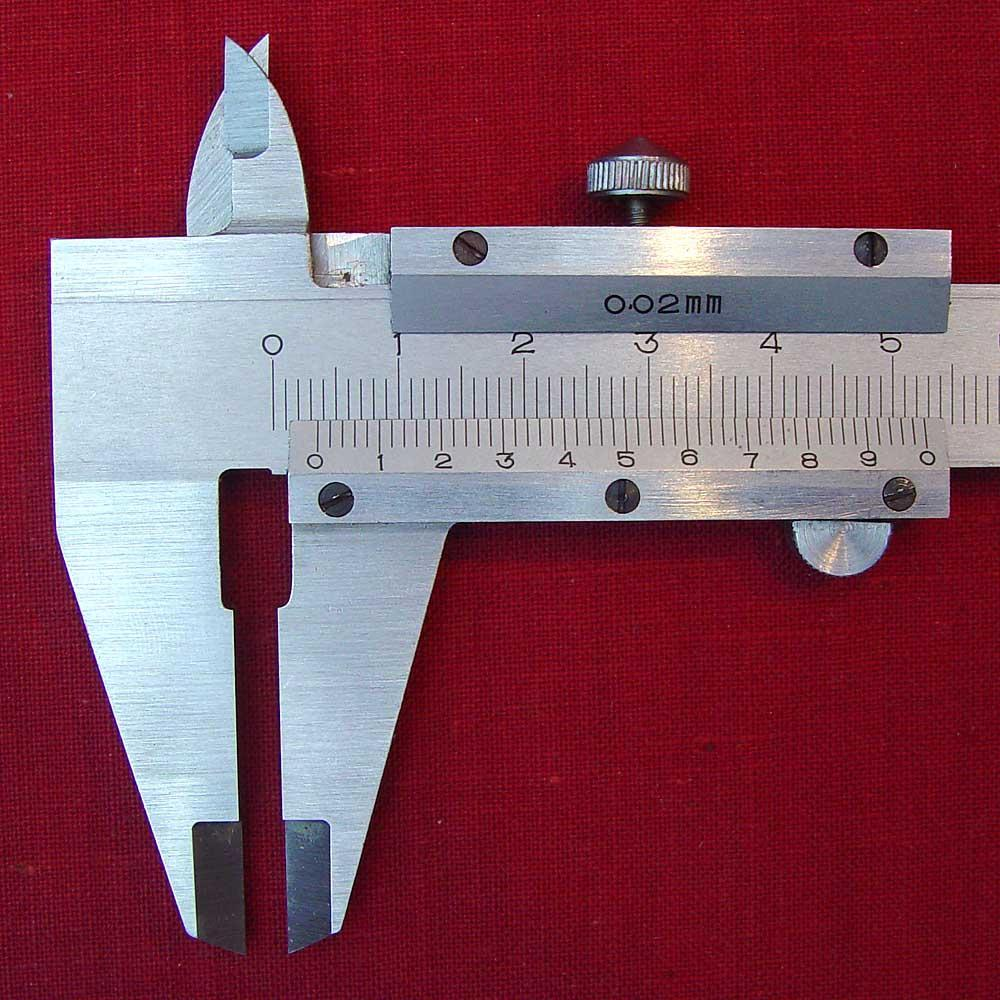
Posuvné měřítko

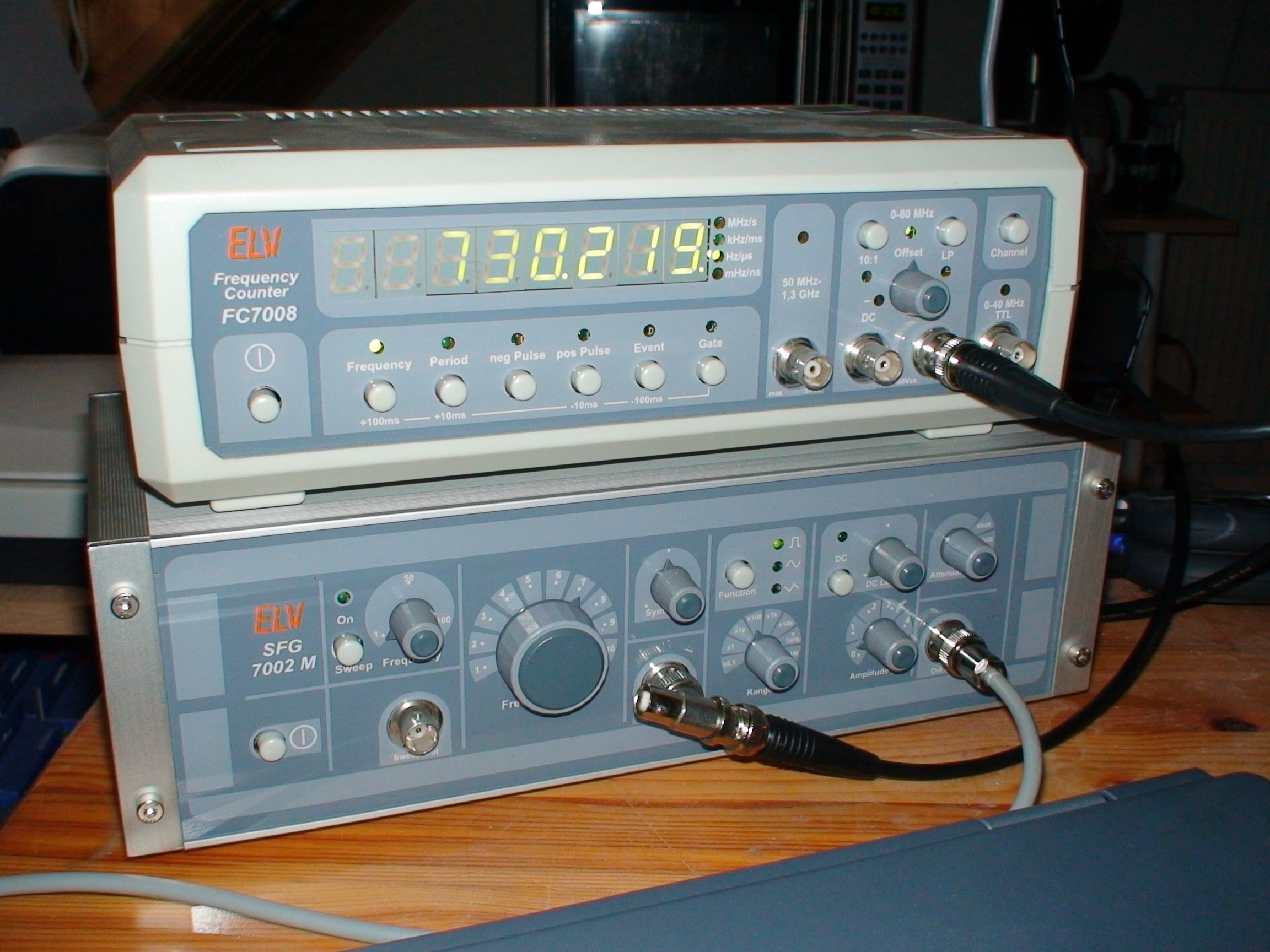
Čítač frekvence

Měřicí přístroje a jednoduchá měřidla slouží k zjišťování hodnot fyzikálních či chemických vlastností nejrůznějších předmětů, látek, procesů nebo prostředí. Tyto hodnoty se vyjadřují číslem, a to v určitých jednotkách. Jde o různé přístroje, nástroje nebo pomůcky, které se používají pro měření.

## Vymezení
Měření hraje v moderních společnostech stále významnější úlohu, a to v běžném životě, v obchodě, ve výrobě, v technice a zejména ve vědách. Rozmanitosti těchto potřeb odpovídá rozmanitost měřicích přístrojů a měřidel. Hranice mezi měřicím přístrojem a měřidlem není jasně vymezena, většina moderních přístrojů potřebuje elektrický zdroj. Někdy se mezi měřicí přístroje zahrnují i prosté indikátory a zkoušečky, které nedávají číselné hodnoty (například olovnice, fázovka, lakmus). Jindy se sem naopak počítají i různé přístroje a zařízení zobrazovací (mikroskop, osciloskop, spektrometr) nebo pomocné (například převodníky nebo senzory).

### Základní charakteristiky
- Měřicí rozsah udává přípustný rozsah hodnot měřené veličiny. Při jeho překročení může hrozit poškození přístroje (například při měření elektrických veličin nebo tlaku).
- Citlivost přístroje udává, jakou nejmenší změnu dané veličiny lze přístrojem zjistit.
- Přesnost přístroje udává zaručenou horní mez systematické chyby měření čili největší možný rozdíl mezi naměřenou a skutečnou hodnotou veličiny. Udává se buď v absolutní hodnotě (např. 0,01 mm), anebo v procentech měřicího rozsahu, případně naměřené hodnoty. Podle přesnosti se měřicí přístroje někdy dělí na dílenské, kontrolní, laboratorní a normálové.

### Indikace
Měřicí přístroje mohou výsledky měření indikovat buďto analogově, ukazatelem na stupnici, anebo digitálně, číselným údajem na displeji. Digitální indikace, charakteristická pro složitější přístroje s převodem měřené veličiny na elektrický proud, umožňuje daleko přesnější odečítání výsledků a obvykle i přímý přenos výsledku do počítače. Měření bývá také podstatně rychlejší, protože nezahrnuje pohyb mechanických součástek. Naopak při běžném, například dílenském měření může být digitální indikace nevýhodná právě proto, že je příliš rychlá a přesná. Indikace digitálního voltmetru při přiloženém napětí např. 1 V může oscilovat mezi údaji 1,00000 a 0,99999, takže na displeji není vidět téměř nic. Proto je na některých digitálních multimetrech zobrazena i stupnice s ukazatelem.
Zejména u levnějších přístrojů však číselný rozsah indikace na displeji (počet desetinných míst) neznamená citlivost ani přesnost měření. Ta je dána citlivostí a přesností vlastního čidla (senzoru), případně A/D převodníku, jehož výstup se na displeji prostě zobrazí, a to v zásadě na libovolný počet míst.
Některé měřicí přístroje mohou výsledky měření dlouhodobě zaznamenávat, a to buď analogovým zápisem na papír (barograf na měření tlaku, tachograf v automobilu, heliograf v meteorologii), anebo pravidelným ukládáním digitálních hodnot do počítače.

## Rozdělení

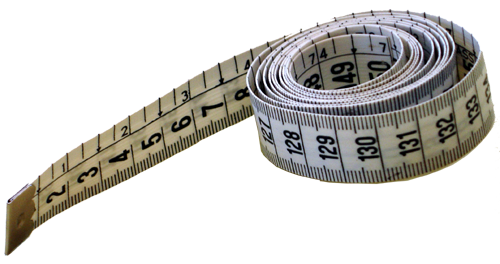
Krejčovský metr

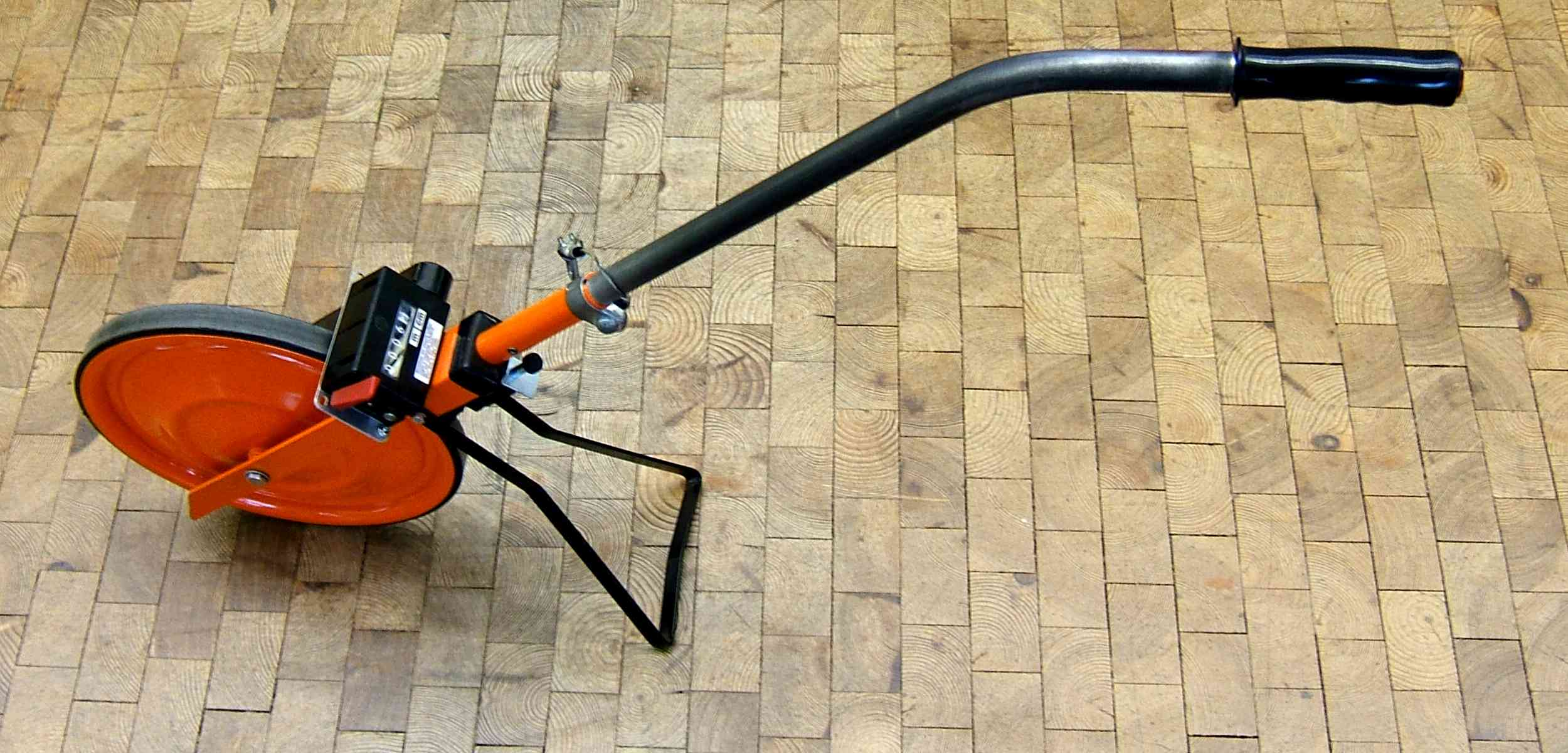
Měřicí kolečko

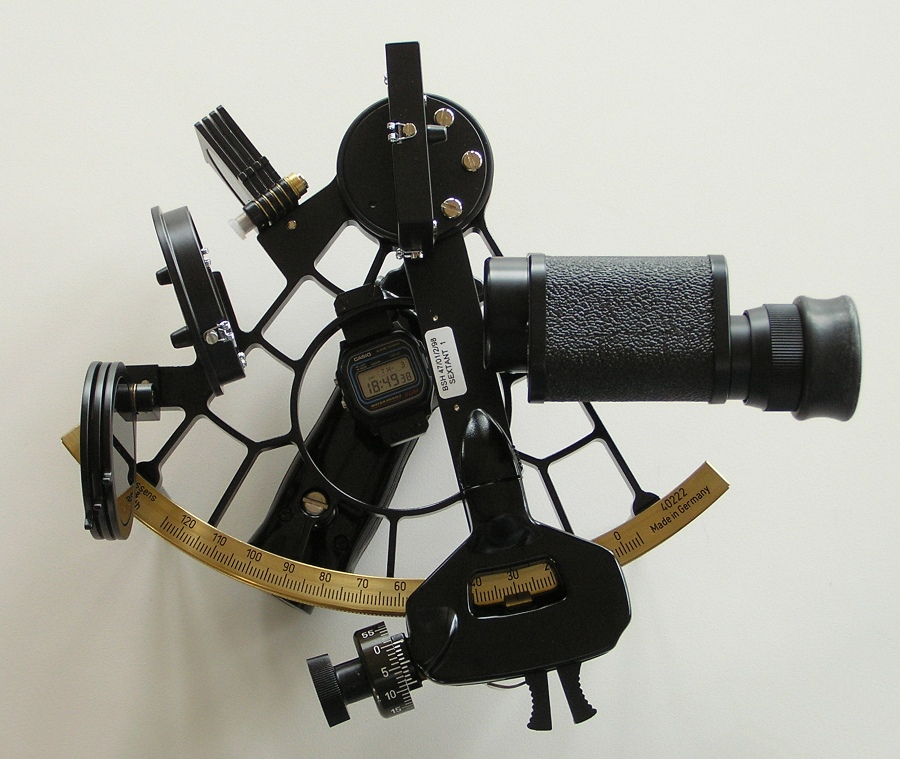
Námořní sextant

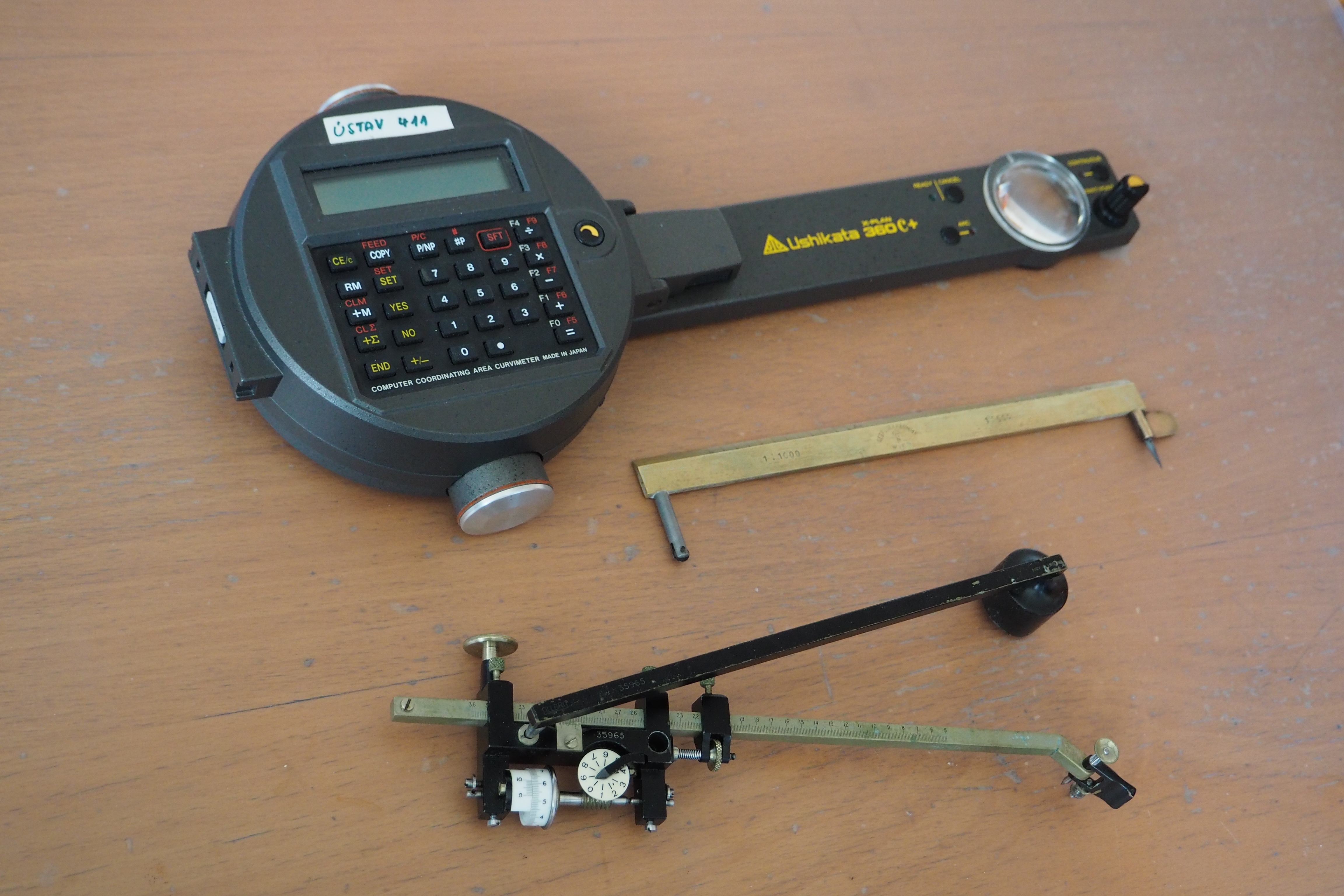
Planimetry: digitální, Prytzův a polární

Měřicí přístroje lze třídit například podle měřených veličin (délka, hmotnost, čas atd.), podle měřicích metod (přímé a nepřímé), ale také podle oblasti použití (strojírenství, meteorologie, medicína atd.) nebo nároků na přesnost (laboratorní, dílenské atd.) I když žádné z nich úplně nevyhovuje, použijeme třídění podle veličin a oborově specifické měřicí přístroje, například lékařské nebo meteorologické, uvedeme jen jako příklady.
- Nastavitelná měřidla slouží ke zjištění naměřené hodnoty (délky nebo úhlu) pomocí pohyblivého indikačního zařízení (stupnice, počítadlo). K nejznámějším patří posuvné měřítko, mikrometr a úhloměr.
- Naproti tomu pevná měřidla nemají žádné pohyblivé části. Měřítko, svinovací metr nebo pro větší délky pásmo a pravítko mají pevné rysky.
- Šablony a kalibry jsou také pevná měřidla, ale pro zjišťování určitého správného rozměru či tvaru porovnáváním. Mají buď tvar nebo rozměr měřeného obrobku a nezjišťují tedy číselné hodnoty, ale rychle zjistí, zda rozměry součásti nepřesahují mezní hodnoty.
- Elektromechanický měřicí přístroj je pak zařízení měřící různé fyzikální veličiny s využitím tepelných, dynamických nebo magnetických účinků elektrického proudu.

## Počítadla
Nejjednodušší číselné měření je počítání (angl. counting), kde jsou jednotkou prostě kusy či výskyty. To se většinou obejde bez přístrojů, přesto se užívají ruční počítadla (např. cestujících v letadle), krokoměry, počítadla obrátek nebo ujetých kilometrů i složitější přístroje jako Geigerův-Müllerův počítač.

## Geometrické veličiny

### Délková měřidla
Měření délek patří mezi nejčastější. V řádu do několika metrů se měří přikládáním měřítka, tesařského nebo svinovacího metru, které slouží jako stupnice. Pro přesnější měření se užívá posuvné měřítko s noniem nebo mikrometr, pro měření hloubek hloubkoměr.
Při měření větších délek, například v dopravě nebo stavebnictví, se užívá měřicí pásmo nebo kolečkový hodometr. Vzdálenosti a výšky v řádu kilometrů se měří optickými nebo laserovými dálkoměry a výškoměry. Větší pozemské vzdálenosti i výšky se měří trigonometricky pomocí úhlů trojúhelníka, pro měření výšek slouží tlakoměrné a rádiové výškoměry a pro měření v astronomii rádiové dálkoměry (viz telemetrie), případně jiné nepřímé metody, například měřením rudého posuvu spektrálních čar.

### Úhlová měřidla
Pro přibližné měření úhlů ve stolním měřítku slouží úhloměr, papírový či plastový, nebo ocelový dílenský úhloměr s otočným ramenem. Pro astronomická měření byl starý astroláb nahrazen moderním sextantem, pro geodetické účely moderní teodolit, vybavený dalekohledem s nitkovým křížem a vernierovou, u novějších přístrojů elektronickou stupnicí. V poslední době jej však také nahrazují laserové přístroje.

### Plochy a objemy
Měření pravidelných ploch lze provádět měřením délek nebo triangulací a následným výpočtem. Pro měření obecných ploch (například na mapách) slouží různé mechanické planimetry, které integrují pohyb hrotu a změny jeho polohy. Pro přibližné měření nepravidelných ploch se například v kožedělném průmyslu používají sady měřicích koleček na společném hřídeli, které působí jako jednoduchý planimetr. Obsahy libovolných ploch na digitálních snímcích a mapách lze měřit programovými prostředky, například v programu Photoshop.
Pro měření a odměřování objemů tekutých i sypkých látek se používají válcové odměrky, někdy se stupnicí. Objemy měří běžné vodoměry a plynoměry, objem měří i meteorologický srážkoměr (ombrometr) a lékařský spirometr. Jinak se měření objemů často nahrazuje vážením.

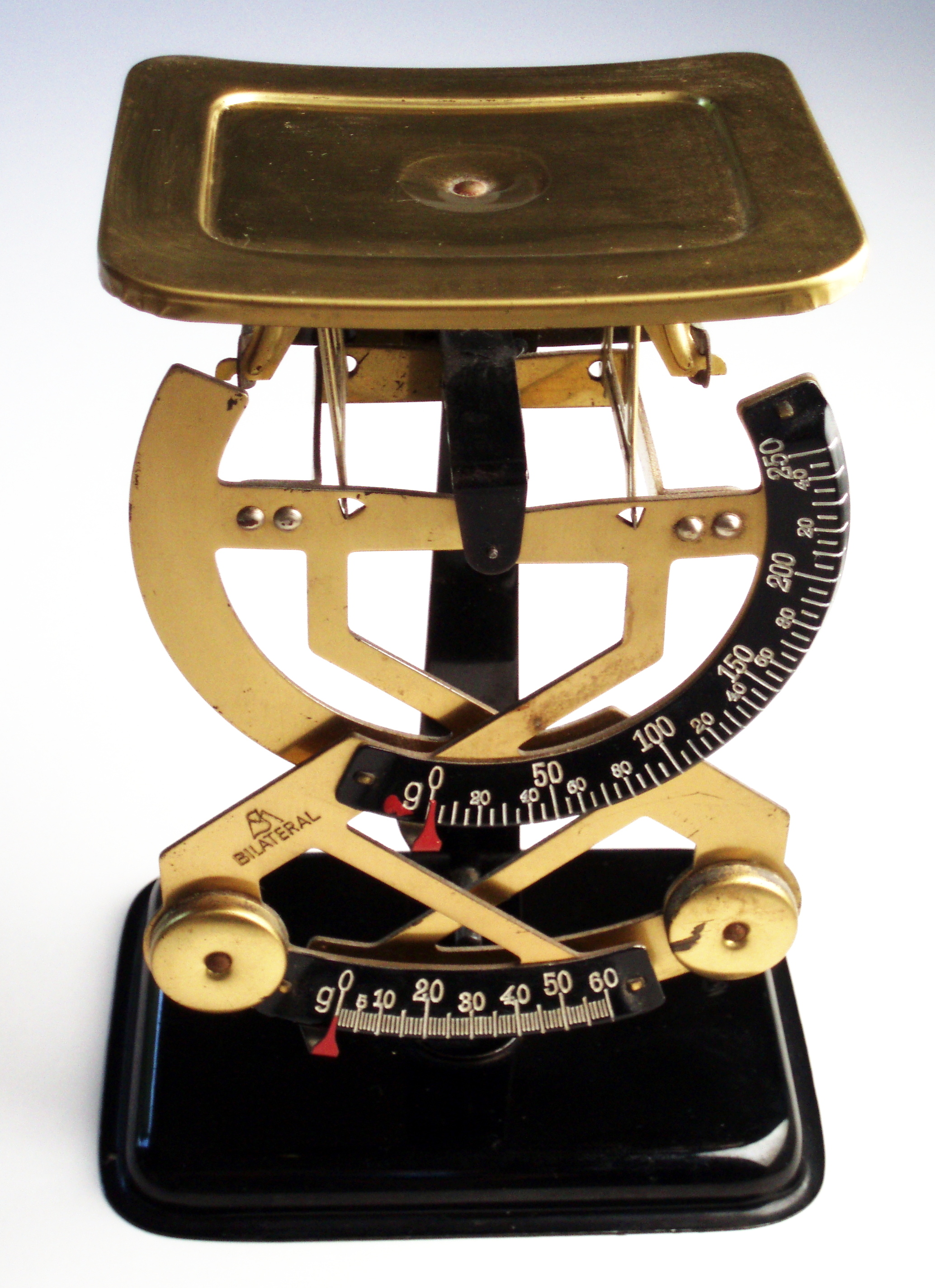
Páková váha na dopisy

## Váhy
Měření hmotnosti patří k nejstarším a v běžném životě i v obchodě k nejběžnějším. Rovnoramenné váhy měří hmotnost tak, že ji vyrovnávají známou hmotností závaží na druhé misce, kdežto nerovnoramenné váhy dovolují vážit mnohem větší břemena než jsou závaží. Rovnoramenné váhy mohou být velmi přesné i citlivé a užívají se už několik tisíc let. Stejně starý je i přezmen, páková váha s posuvným závažím. Vystačí s jedním pevným závažím a zboží vyvažuje naopak tím, že mění délku ramene se závažím. Kyvadlové váhy také vystačí s jedním nebo dvěma pevnými závažími a využívají toho, že délka ramene se závažím se při vychylování ze svislé polohy zvětšuje. Jejich stupnice není lineární a mohou tedy mít poměrně široký rozsah, hmotnost lze odečítat přímo na stupnici.
Pružinové váhy, například mincíř, pracují podle Hookova zákona a tíhu zboží vyvažují silou natahované pružiny. Nejsou příliš přesné, zato malé, lehké a odolné. Hmotnost se odečítá přímo na stupnici. Na stejném principu pracují i mechanické siloměry (dynamometry).
Elektronické měření hmotnosti i síly také pracuje na principu deformace silou, deformaci však měří buď tenzometry, nebo častěji na základě piezzoelektrického jevu: napětí na polepech křemenného výbrusu je přímo úměrné deformaci. Elektronické váhy lze konstruovat pro téměř libovolný rozsah sil, jsou poměrně přesné a vážení je velmi rychlé. Hodnota se odečítá přímo na stupnici, dá se však snadno digitalizovat a zavést do počítače, který může výsledky registrovat a dále zpracovávat, takže hromadné vážení lze úplně automatizovat.

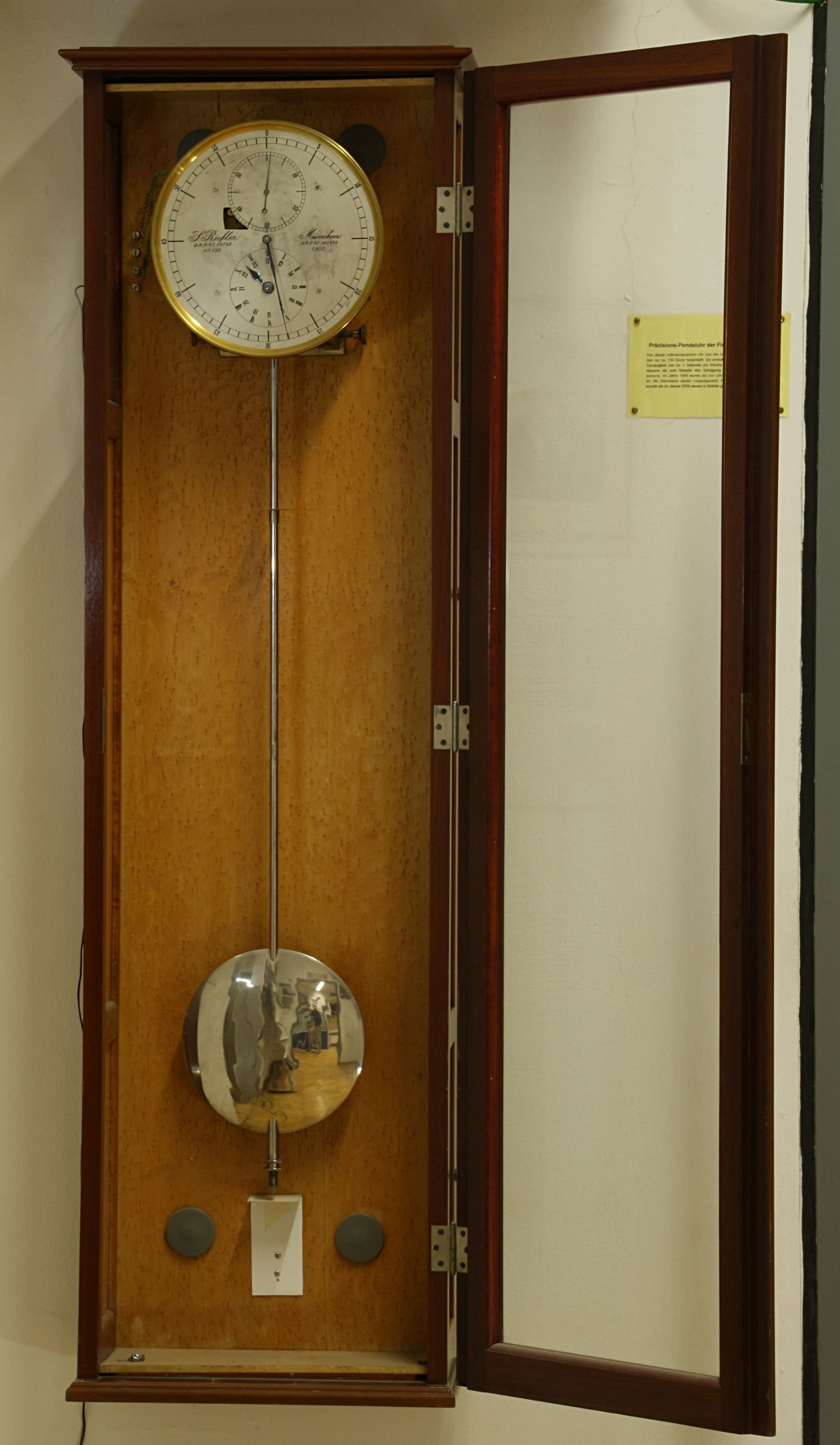
Rieflerovy astronomické hodiny

## Měření času
Čas lze měřit pouze nepřímo, indikací nebo počítáním pravidelných pohybů. Protože čas nemá absolutní počátek, je měření vždycky odměřováním trvání vůči konvenčně stanovenému počátku. Měří se zásadně dvojím způsobem:
- Indikací poměrně pomalého pohybu, který lze pokládat za rovnoměrný. Tak sluneční hodiny indikují zdánlivý pohyb Slunce, vodní a přesýpací hodiny indikují plynulý pohyb vody nebo písku. Přesnost takového měření je velmi omezená.
- Počítáním pohybů, které se pravidelně opakují: Tak se počítají dny a roky v kalendáři, kyvy mechanického kyvadla nebo kmity elektrického oscilátoru (křemenné hodiny) a obecně elektromagnetického vlnění (atomové hodiny). Toto měření patří k nejpřesnějším vůbec.

### Měření rychlosti a frekvence
Rychlost pohybu lze měřit přímo pomocí působení sil, které na rychlosti závisejí, například odporu vzduchu nebo elektromagnetických sil (klasický tachometr). Lze ji však měřit i nepřímo, například počítáním otáček vrtule (anemometr) nebo automobilového kola. Tím se měření rychlosti převede na měření frekvence, v současnosti zpravidla elektronické.

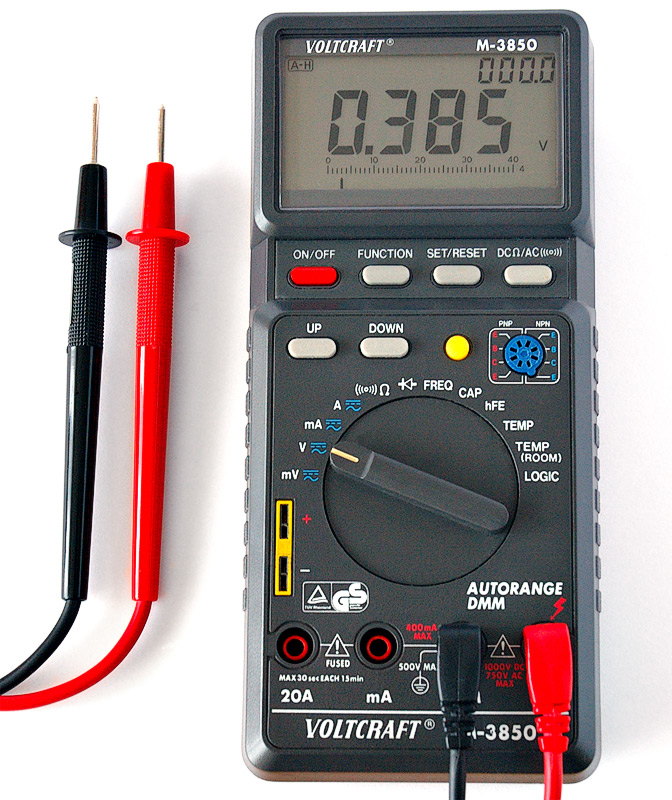
Digitální multimetr

## Měření elektromagnetických veličin
Parametry elektrického proudu (napětí, intenzita) se měří jeho účinky, a to buď působením elektromagnetických sil (analogové ručkové přístroje), anebo pomocí převodníků, jejichž výstupní signál lze zpracovávat digitálně. Měřidla elektrického výkonu (wattmetr) kombinují měření napětí a proudu, pro měření práce (elektroměr) se výkon integruje v čase.
Pasivní elektrické veličiny (odpor, kapacita, indukčnost) se měří buďto úbytkem napětí při známém proudu (ohmmetr), pro přesnější měření se užívají měřicí můstky.

## Další měření

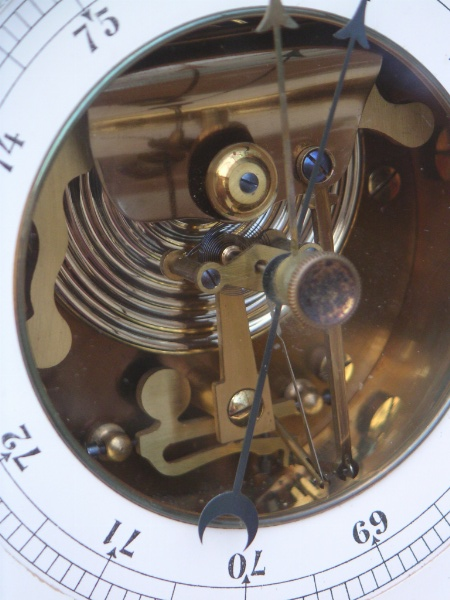
Mechanismus barometru

Většina dalších fyzikálních veličin se v současnosti měří pomocí převodníků, které danou veličinu převedou na elektrický proud. V dalším uvádíme jen výběr zajímavějších měřicích přístrojů, které neměří tímto způsobem.
- Pro měření atmosférického tlaku se užívají kapalinové nebo krabicové tlakoměry (barometr) a pro vyšší tlaky trubicové manometry.
- K měření teploty se užívají kapalinové nebo bimetalové teploměry nebo teplotně závislé elektrické součástky, pro vysoké teploty optické nebo termoelektrické pyrometry.
- Pro měření tvrdosti kovů ve strojírenství se užívají různé systémy, vesměs založené na vtlačování měřicího hrotu (kuličky). Měří se průměr vzniklé jamky při známé síle.
- Veličiny světla a osvětlení se obvykle převádějí na elektrický proud pomocí fotoelektrického jevu.
- Pro měření radioaktivity se užívají detektory a čítače jednotlivých jevů (Geigerův-Müllerův počítač), nebo se měří její působení na fotocitlivou vrstvu a podobně.